# ジョバンニ・ソト
ジョバンニ・ルイス・ソト（Giovanni Luis Soto、1991年5月18日 - ）は、プエルトリコ・カロリーナ出身のプロ野球選手（投手）。左投左打。現在は、フリーエージェント（FA）。

## 経歴

### プロ入り前
2008年のMLBドラフト46巡目（全体1390位）でフィラデルフィア・フィリーズから指名されたが、契約には至らなかった。

### プロ入りとタイガース傘下時代
2009年のMLBドラフト21巡目（全体630位）でデトロイト・タイガースから指名され、プロ入り。契約後、傘下のルーキー級ガルフ・コーストリーグ・タイガースでプロデビュー。13試合（先発6試合）に登板して4勝0敗1セーブ・防御率1.18・37奪三振の成績を残した。
2010年、タイガース傘下ではA級ウェストミシガン・ホワイトキャップスでプレーした。

### インディアンス時代
2010年7月28日にジョニー・ペラルタとのトレードで、金銭と共にクリーブランド・インディアンスへ移籍した。移籍後は傘下のA級レイクカウンティ・キャプテンズへ配属され、移籍前を含めて2球団合計で22試合に先発登板して9勝8敗・防御率2.93・107奪三振の成績を残した。
2011年はルーキー級アリゾナリーグ・インディアンスとA+級キンストン・インディアンスでプレーし、2球団合計で18試合（先発12試合）に登板して4勝4敗・防御率3.91・71奪三振の成績を残した。
2012年はAA級アクロン・エアロズでプレーし、22試合に先発登板して6勝9敗・防御率3.93・100奪三振の成績を残した。
2013年開幕前の3月に開催された第3回WBCのプエルトリコ代表に選出された。シーズンではAAA級コロンバス・クリッパーズでプレーし、9試合（先発1試合）に登板して0勝1敗・防御率5.19・8奪三振の成績を残した。
2014年はAA級アクロン・ラバーダックスでプレーし、37試合に登板して0勝2敗1セーブ・防御率3.23・49奪三振の成績を残した。
2015年は開幕からAAA級コロンバスでプレーし、46試合（先発1試合）に登板して2勝1敗2セーブ・防御率2.68・51奪三振の成績を残した。9月4日にメジャー契約を結んでメジャー初昇格を果たし、翌5日のタイガース戦でメジャーデビュー。この年メジャーでは6試合に登板して防御率0.00・10奪三振の成績を残した。

### カブス傘下時代
2016年4月11日に金銭トレードで、シカゴ・カブスへ移籍した。この年はメジャーでの登板は無く、傘下のAAA級アイオワ・カブスでプレーし、33試合に登板して1勝3敗・防御率5.14・55奪三振の成績を残した。10月22日にDFAとなった。

### ホワイトソックス傘下時代
2016年10月26日にウェイバー公示を経てオークランド・アスレチックスへ移籍した。
だが、11月7日に再びウェイバーを経てシカゴ・ホワイトソックスへ移籍した。
2017年開幕前の2月8日に第4回WBCのプエルトリコ代表に選出された。3月22日の決勝アメリカ合衆国戦に敗戦し、2大会連続で準優勝となった。3月31日に40人枠を外れる形で傘下のAAA級シャーロット・ナイツへ配属された。6月9日に自由契約となった。

### 独立リーグ時代
2018年はアトランティックリーグのロード・ウォリアーズでプレーした。
2019年4月24日にアトランティックリーグのニューブリテン・ビーズと契約した。11月6日にニューブリテン・ビーズの解散に伴う分配ドラフトが行われ、シュガーランド・スキーターズに移籍した。
2019年-20年と2020年-21年にはプエルトリコのウィンターリーグでプレーしカリビアンシリーズに出場している。

## 詳細情報

### 年度別投手成績
| 年 度    | 球 団    | 登 板 | 先 発 | 完 投 | 完 封 | 無 四 球 | 勝 利 | 敗 戦 | セ 丨 ブ | ホ 丨 ル ド | 勝 率 | 打 者 | 投 球 回 | 被 安 打 | 被 本 塁 打 | 与 四 球 | 敬 遠 | 与 死 球 | 奪 三 振 | 暴 投 | ボ 丨 ク | 失 点 | 自 責 点 | 防 御 率 | W H I P |
| -------- | -------- | ----- | ----- | ----- | ----- | -------- | ----- | ----- | -------- | ----------- | ----- | ----- | -------- | -------- | ----------- | -------- | ----- | -------- | -------- | ----- | -------- | ----- | -------- | -------- | ------- |
| 2015     | CLE      | 6     | 0     | 0     | 0     | 0        | 0     | 0     | 0        | 0           | ----  | 13    | 3.1      | 3        | 0           | 0        | 0     | 0        | 0        | 0     | 0        | 0     | 0        | 0.00     | 0.90    |
| MLB：1年 | MLB：1年 | 6     | 0     | 0     | 0     | 0        | 0     | 0     | 0        | 0           | ----  | 13    | 3.1      | 3        | 0           | 0        | 0     | 0        | 0        | 0     | 0        | 0     | 0        | 0.00     | 0.90    |

- 2016年度シーズン終了時

### 背番号
- 65（2015年）

### 代表歴
- 2013 ワールド・ベースボール・クラシック・プエルトリコ代表
- 2017 ワールド・ベースボール・クラシック・プエルトリコ代表